# Tetramorium salomo
Tetramorium salomo är en myrart som beskrevs av Mann 1919. Tetramorium salomo ingår i släktet Tetramorium och familjen myror. Inga underarter finns listade i Catalogue of Life.